# Dead or Alive 3
Dead or Alive 3 (japanska: デッドオアアライブ3 Hepburn: Deddo oa Araibu Suri?), förkortat till DOA3, är ett fightingspel släppt 2001 till Xbox. Spelet utvecklades av Team Ninja och gavs ut av Tecmo. Spelet stödjer inte Xbox live, men däremot co-op.